# بروتوكول الحضور والمراسلة القابل للتوسعة
بروتوكول الحضور والمراسلة القابل للتوسعة (بالإنجليزية: Extensible Messaging and Presence Protocol)‏ اختصاراً XMPP، هي تقنية تقوم بعمل بسيط جدا، حيث أن المستخدم يطلب المعلومات من الموقع عبر بروتوكول «إتش تي تي بي»، بينما تخبر تقنية «إكس إم بي بي» الجميع عن وجود معلومات جديدة. ومن الممكن للمحللين الاستفادة من هذه التقنية أيضا، وذلك عن طريق مراقبة تزايد أو نقصان ظاهرة ما، مثل رسائل تويتر المخصصة لموقع ما، أو ازدياد التعليقات في منتدي الدعم الفني لشركة ما، الأمر الذي ينذر بوجود مشكلة حالية. ومن الممكن ربط هذه التقنية بتقنيات أخرى كثيرة، بحيث ترسل رسالة إلكترونية مثلا إلي بريد أو هاتف مدير الدعم الفني لشركة ما، أو لمشتركي الموقع، تخبرهم بحدوث التغيير. ويمكن أيضا استخدام هذه التقنية للدردشة مع عدة أطراف، أو لإجراء محادثات بالصوت والصورة. وبدأ أول ظهور لهذه التقنية عام 1999، ولكنها بدأت بالانتشار أخيرا، وأثبتت تطبيقاتها جدارتها في مجالات مختلفة. ويجب التنويه إلى أن هذه التقنية لن تستبدل تقنية «إتش تي تي بي»، بل ستكون موجودة إلى جانبها، وفقا لغرض الموقع وعدد المستخدمين المتوقع. التقنية مفتوحة للجميع، أي أنها أشبه بخدمة البريد الإلكتروني، بحيث أنه يمكن لأي شخص لديه موقعه الخاص على الإنترنت استخدامها من دون الحاجة إلى الاتصال بموقع مركزي واحد لتبادل المعلومات. وعندما يريد أحد الدردشة من نطاقه الخاص مع شخص آخر في نطاق آخر، فإن التقنية سترسل المعلومات من الشخص الأول إلى جهازه الخادم، ومن ثم من ذلك الجهاز الخادم إلى الجهاز الخادم للطرف الثاني، ومن ثم إلى الطرف المستلم (إن كان متصلا بالإنترنت في ذلك الوقت). وتستخدم هذه التقنية في آلاف الأجهزة الخادمة اليوم، واستخدمها أكثر من 10 ملايين مستخدم عام 2003، وتوجد حاليا الكثير من البرامج التي تعمل في بيئات مختلفة تدعم هذه التقنية، مثل الهواتف الذكية (آندرويد، وآي فون، وسيمبيان، وويندوز موبايل، وبالم أو إس)، ونظم التشغيل الخاصة بالكومبيوترات (ويندوز، ولينوكس، ويونيكس، وماك أو إس إكس)، بالإضافة إلى وجود الكثير من آليات اعتماد هذه التقنية في الأجهزة الخادمة..

## مميزات تقنية XMPP
- تحديث صفحة الإنترنت اوتوماتيكيا